# Ørnen Rocks
Die Ørnen Rocks (englisch; norwegisch Ørnen Klippene) sind eine Gruppe von Klippenfelsen im Archipel der Südlichen Shetlandinseln. Sie liegen 1,5 km nordöstlich des Kap Melville, des östlichen Ausläufers von King George Island.
Namensgeber ist das norwegische Walfangschiff Ørnen, das im Zuge einer zwischen 1908 und 1909 dauernden Fangkampagne hier auf Grund lief.